# Gråstrupig rall
Gråstrupig rall (Canirallus oculeus) är en fågel i familjen rallar inom ordningen tran- och rallfåglar. Den förekommer i skogsområden i västra och centrala Afrika. Beståndet anses vara livskraftigt.

## Utseende och läte
Gråstrupig rall är en distinkt rall med grått ansikte, rött på hals och bröst samt tvärband på buken. Vidare är den brun på nacken och ryggen, kontrasterande med rödaktig stjärt. Lätet som kan pågå i upp till tre minuter består av dubbla ihåliga toner, uppblandade med och så småningom ersatta av mjukare toner. Även en snabb dånande serie med tre till sex halvsekundlånga toner som faller i tonhöjd kan höras, dag som natt.

## Utbredning och systematik
Gråstrupig rall förekommer i västra och centrala Afrika från Sierra Leone till västra Uganda och östra Demokratiska republiken Kongo. Den behandlas vanligen som monotypisk men vissa urskiljer fåglar från Kamerun och österut som underarten batesi.

### Familjetillhörighet
Arten flyttades tidigare tillfälligt i familjen dunrallar (Sarothruridae) efter genetiska studier som visade att dess förmodade nära släkting madagaskarskogsrallen samt dunrallarna i Sarothrura stod närmare simrallarna än de egentliga rallarna.  Senare studier visar dock att den gråstrupiga rallen inte står nära madagaskarskogsrallen och hör hemma i Rallidae.

## Levnadssätt
Gråstrupig rall är till skillnad från de flesta av sina släktingar en skogslevande fågel som hittas i tät vegetation i låglänt regnskog, framför allt nära bäckar och våtmarker.

## Status och hot
Arten har ett stort utbredningsområde, men tros minska i antal, dock inte tillräckligt kraftigt för att den ska betraktas som hotad. Internationella naturvårdsunionen IUCN listar arten som livskraftig (LC).